# Provinciale weg 460
De provinciale weg 460 (N460) is een provinciale weg in de provincie Zuid-Holland. De weg vormt een verbinding tussen de N207 ten noordoosten van Alphen aan den Rijn en de N461 in Ter Aar. De weg verloopt over de gehele lengte parallel aan het Aarkanaal.
De weg is uitgevoerd als tweestrooks-gebiedsontsluitingsweg met een maximumsnelheid van 80 km/h. Zowel in de gemeente Alphen aan den Rijn als in de gemeente Nieuwkoop heet de weg Oostkanaalweg. Vanaf Ter Aar verloopt in het verlengde van de N460 de N461 aan de westzijde van het kanaal richting Papenveer.
N23 · N194 · N196 · N197 · N198 · N199 · N200 · N201 · N202 · N203 · N204 · N205 · N206 · N207 · N208 · N209 · N210 · N211 · N212 · N213 · N214 · N215 · N216 · N217 · N218 · N219 · N220 · N221 · N222 · N223 · N224 · N225 · N226 · N227 · N228 · N229 · N230 · N231 · N232 · N233 · N234 · N235 · N236 · N237 · N238 · N239 · N240 · N241 · N242 · N243 · N244 · N245 · N246 · N247 · N248 · N249 · N250 · N307

N401 · N402 · N403 · N404 · N405 · N406 · N407 · N408 · N409 · N410 · N411 · N412 · N413 · N414 · N415 · N416 · N417 · N418 · N419 · N420 · N421 · N439 · N440 · N441 · N442 · N443 · N444 · N445 · N446 · N447 · N448 · N449 · N450 · N451 · N452 · N453 · N454 · N455 · N456 · N457 · N458 · N459 · N460 · N461 · N462 · N463 · N464 · N465 · N466 · N467 · N468 · N469 · N470 · N471 · N472 · N473 · N474 · N475 · N476 · N477 · N478 · N479 · N480 · N481 · N482 · N483 · N484 · N487 · N488 · N489 · N490 · N491 · N492 · N493 · N494 · N495 · N496 · N497 · N498 · N501 · N502 · N503 · N504 · N505 · N505 (Andijk) · N506 · N507 · N508 · N509 · N510 · N511 · N512 · N513 · N514 · N515 · N516 · N517 · N518 · N519 · N520 · N521 · N522 · N523 · N524 · N525 · N526 · N527 · N806 · N830 · N848

Cursief vermelde wegen zijn voormalige Provinciale wegen